# حوزه‌های انتخابیه مجلس شورای اسلامی در استان یزد

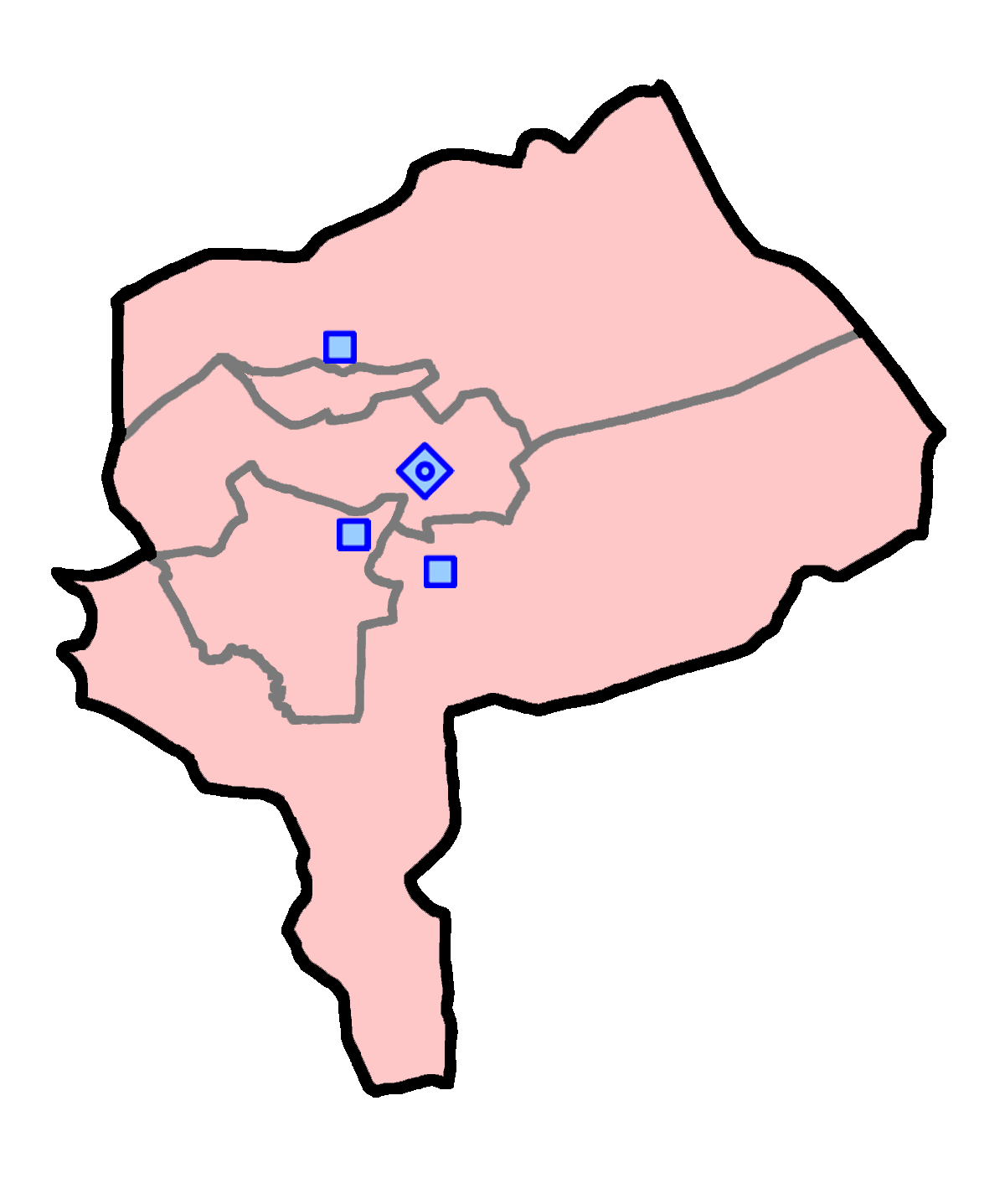
حوزه‌های انتخاباتی استان یزد

استان یزد، ۴ حوزه برای انتخابات مجلس دارد که در مجموع ۴ نماینده را دربر می‌گیرد؛ و عبارتند از:
| مرکز   | حوزه                                          | شهرستان‌ها | بخش‌ها                                          | کرسی | نقشه | جمعیت  |
| ------ | --------------------------------------------- | --------- | ---------------------------------------------- | ---- | ---- | ------ |
| یزد    | یزد و اشکذر و زارچ                            | یزد       | شهر یزد ، بخش مرکزی                            | ۱    |      | ۶۸۹۰۴۰ |
| یزد    | یزد و اشکذر و زارچ                            | اشکذر     | شهر اشکذر ، بخش مرکزی ، بخش خضرآباد            | ۱    |      | ۶۸۹۰۴۰ |
| یزد    | یزد و اشکذر و زارچ                            | زارچ      | شهر زارچ ، بخش مرکزی ، بخش الله آباد           | ۱    |      | ۶۸۹۰۴۰ |
| اردکان | اردکان                                        | اردکان    | شهر اردکان ، بخش مرکزی ، بخش خرانق ، بخش عقدا  | ۱    |      | ۹۷۹۶۰  |
| مهریز  | مهریز و بافق و بهاباد و ابرکوه و خاتم و مروست | مهریز     | شهر مهریز ، بخش مرکزی                          | ۱    |      | ۲۰۷۹۱۳ |
| مهریز  | مهریز و بافق و بهاباد و ابرکوه و خاتم و مروست | بافق      | شهر بافق ، بخش مرکزی                           | ۱    |      | ۲۰۷۹۱۳ |
| مهریز  | مهریز و بافق و بهاباد و ابرکوه و خاتم و مروست | بهاباد    | شهر بهاباد ، بخش مرکزی ، بخش آسفیج             | ۱    |      | ۲۰۷۹۱۳ |
| مهریز  | مهریز و بافق و بهاباد و ابرکوه و خاتم و مروست | ابرکوه    | شهر ابرکوه ، بخش مرکزی ، بخش بهمن              | ۱    |      | ۲۰۷۹۱۳ |
| مهریز  | مهریز و بافق و بهاباد و ابرکوه و خاتم و مروست | خاتم      | شهر هرات ، بخش مرکزی ، بخش چاهک                | ۱    |      | ۲۰۷۹۱۳ |
| مهریز  | مهریز و بافق و بهاباد و ابرکوه و خاتم و مروست | مروست     | شهر مروست ، بخش مرکزی ، بخش ایثار              | ۱    |      | ۲۰۷۹۱۳ |
| تفت    | تفت و میبد                                    | تفت       | شهر تفت ، بخش مرکزی ، بخش نیر                  | ۱    |      | ۱۴۳۶۲۰ |
| تفت    | تفت و میبد                                    | میبد      | شهر میبد ، بخش مرکزی ، بخش بفروئیه و بخش ندوشن | ۱    |      | ۱۴۳۶۲۰ |

## پی‌نوشت و منبع
- «جدول حوزه‌های انتخابیه در انتخابات نهمین دورهٔ مجلس شورای اسلامی» (PDF). مرکز پژوهش و سنجش افکار صدا و سیما. بایگانی‌شده از اصلی (PDF) در ۵ اكتبر ۲۰۱۸. دریافت‌شده در ۱۰ فوریه ۲۰۱۶. تاریخ وارد شده در |archive-date= را بررسی کنید (کمک)
- «طرح اصلاح قانون تعیین محدودهٔ حوزه‌های انتخاباتی مجلس شورای اسلامی». مرکز پژوهش‌های مجلس شورای اسلامی. ۲۰ تیر ۱۳۹۱. بایگانی‌شده از اصلی در ۲۲ ژوئیه ۲۰۱۵. دریافت‌شده در ۱۰ فوریه ۲۰۱۶.
- «جدول ۲۰۷ حوزهٔ انتخابیهٔ مجلس دهم». وزارت کشور. بایگانی‌شده از اصلی در ۲۳ مارس ۲۰۱۶. دریافت‌شده در ۲۷ مارس ۲۰۱۶.